# Papillon (Fauré)
Pour les articles homonymes, voir Papillon (homonymie).
Papillon, op. 77, est une œuvre pour violoncelle et piano de Gabriel Fauré composée en 1884.

## Présentation
Papillon est composé en 1884.
L'œuvre, qui porte le numéro d'opus 77, est écrite pour violoncelle et piano et trouve son origine dans une commande de l'éditeur de Fauré, Hamelle, à la suite du succès rencontré par l'Élégie, pour la même formation.
Hamelle désirait une partition qui soit le pendant virtuose de l'Élégie. Le compositeur, peu friand de virtuosité gratuite, s'exécute alors « sans grand enthousiasme », et livre cette page sous le nom de Pièce pour violoncelle, tandis que l'éditeur souhaite le titre plus commercial de Libellules, inscrit au contrat d'édition daté du 14 septembre 1884. Mais les divergences de vues entre les deux parties s'éternisent, si bien qu'Hamelle n'obtient l'accord de publication de la partition de Fauré que quatorze ans plus tard, en 1898. La pièce paraît sous le titre de Papillon, non sans provoquer cette réaction du compositeur : « Papillon ou mouche à m..., mettez ce que vous voulez ».
Depuis lors, l'œuvre s'est en tout cas imposée comme une pièce phare du répertoire virtuose des violoncellistes.

## Commentaires
Dans Le Ménestrel, à propos d'interprétations de Papillon lors des prix de violoncelle au Conservatoire de Paris en 1913, Raymond Bouyer écrit que c'est « le triomphe du détaché, je n'ai pas dit du détachement, car il faut une attention soutenue pour ne pas alourdir cette fleur ailée que le caprice d'un maître ès délicatesse se plait à faire vivre pendant trois minutes et demie dans l'écharpe harmonieuse d'une indolente volupté ».  
Pour le musicologue Nicolas Southon, « l'œuvrette est somme toute conforme au souhait de l'éditeur, par sa difficulté brillante comme par l'attrait indéniable de sa partie centrale ». 
Jean-Pascal Vachon relève que la pièce est de « une sorte de vol du bourdon à la française, une page de virtuosité pure qui fait entendre en ses épisodes centraux de beaux passages lyriques ». 
Papillon, en la majeur, est d'une durée moyenne d'exécution de trois minutes environ,. 

## Discographie sélective
- Gabriel Fauré — 1, François Salque (violoncelle) et Éric Le Sage (piano), Alpha 600, 2011[9].
- Fauré: The Music for Cello & Piano, Andreas Brantelid (en) (violoncelle) et Bengt Forsberg (piano), BIS 2220, 2017[10].
- Fauré: Piano Works, Chamber Music, Orchestral & Choral Works, Requiem, Frédéric Lodéon (violoncelle) et Jean-Philippe Collard (piano), CD 6, Erato 0190295633578, 2018.
- Gabriel Fauré : The Complete Works, Paul Tortelier (violoncelle) et Éric Heidsieck (piano), CD 7, Erato, 2024[11].